# Parafia Przemienienia Pańskiego w Wilczętach
Parafia Przemienienia Pańskiego w Wilczętach – parafia rzymskokatolicka w diecezji elbląskiej. Erygowana w XIV wieku, reerygowana w 01.07.1996 roku przez biskupa elbląskiego Andrzeja Śliwińskiego.
Na obszarze parafii leżą miejscowości: Wilczęta, Dobry, Podągi, Ławki, Bardyny, Gładysze, Sopoty, Dąbkowo, Krzykowo, Krykajny, Łępno, Olkowo, Piskajny, Spędy, Swędkowo, Tatarki. Tereny te znajdują się w gminie Wilczęta w powiecie elbląskim oraz w gminie Godkowo w powiecie elbląskim w województwie warmińsko-mazurskim.
Kościół parafialny w Wilczętach został wybudowany w latach 1330-1350.